# 허유전 묘
허유전 묘(許有全 墓)는 인천광역시 강화군 불은면 두운리에 있는, 고려 충숙왕 때의 문신인 충목공 허유전(1243∼1323) 선생의 묘소이다. 1995년 3월 2일 인천광역시의 기념물 제26호로 지정되었다.

## 개요
고려 충숙왕 때의 문신인 충목공 허유전(1243∼1323) 선생의 묘소이다.
고려 원종 때 문과에 급제하였고 충렬왕 때에는 밀직사사에 올라 지공거(知貢擧)가 되어 여러 인물을 선발하는 일을 맡았다. 충숙왕 초에는 가락군에 봉해지고 충숙왕 8년(1321)에 수첨의찬성사를 거쳐 정승에 올랐다.
1988년 6월 묘지 발굴 당시 고려시대의 청자잔, 토기병, 송나라와 금나라의 엽전 등이 출토되었다.

## 참고 문헌
- 허유전 묘 - 국가유산청 국가유산포털